# Mark Solo
Mark S. Solo (* um 1956) ist ein pensionierter Generalmajor der United States Air Force. Er war unter anderem Kommandeur der 19. Luftflotte (Nineteenth Air Force).
Über das ROTC-Programm der Michigan State University gelangte er im Jahr 1978 in das Offizierskorps der United States Air Force. In dieser durchlief er anschließend alle Offiziersränge vom Leutnant bis zum Zwei-Sterne-General.
Im Lauf seiner militärischen Karriere absolvierte er verschiedene Kurse und Schulungen. Dazu gehörten unter anderem eine Ausbildung zum Kampfpiloten und weitere Fortbildungskurse als Pilot neuer Flugzeugtypen; die Squadron Officer School auf der Maxwell Air Force Base in Alabama; das Air Command and Staff College, ebenfalls auf der Maxwell AFB; das Armed Forces Staff College in Norfolk in Virginia; das Air War College und das Naval War College in Newport in Rhode Island. Außerdem erhielt er zwei akademische Grade von der Webster University.
In seinen frühen Jahren als Offizier der Luftwaffe war er an verschiedenen Stützpunkten in den Vereinigten Staaten stationiert. Dabei war er als Pilot, Flugausbilder oder Stabsoffizier bei unterschiedlichen Einheiten tätig. Dazwischen absolvierte er die erwähnten Schulungen. Während des Zweiten Golfkriegs leitete er als Pilot der 8. Transportschwadron (8th Military Airlift Squadron) 26 Unterstützungsflüge in das Krisengebiet (General Solo commanded 26 combat support sorties).
Zwischen Oktober 1994 und August 1996 kommandierte Mark Solo als Oberstleutnant die auf der Travis Air Force Base in Kalifornien stationierte 22. Transportschwadron (22nd Airlift Squadron). Nach seinem anschließenden Studium am Naval War College wurde er im Juli 1997 zum Stab des United States Central Commands auf die MacDill Air Force Base in Florida versetzt. Bis zum Juni 1999 gehörte er der Stabsabteilung J5 dieses Kommandos an. Es folgte eine Versetzung zur Dover Air Force Base in Delaware zur 436th Operations Group. Bis zum Januar 2000 war er stellvertretender Kommandeur dieser Einheit. Danach kommandierte er diese bis zum Oktober 2001.
Zwischen Oktober 2001 und August 2003 gehörte er in unterschiedlichen Funktionen dem Stab der Joint Chiefs of Staff an. Unter anderem leitete er dort das Logistische Zentrum, das für logistische Unterstützung während des Irakkriegs zuständig war. Anschließend wurde er zur Altus Air Force Base in Oklahoma beordert. Zwischen August 2003 und Oktober 2005 kommandierte er dort das 97. Geschwader (97th Air Mobility Wing). Danach leitete er bis zum Mai 2007 die militärische Kooperationsstelle in Kuwait (Chief, Office of Military Cooperation-Kuwait).
Solos nächste Mission führte ihn auf die Scott Air Force Base in Illinois. Zwischen Mai 2007 und Juni 2008 gehörte er dort als Deputy Director, Air, Space and Information Operations dem Stab des Air Mobility Commands (AMC) an. In der Folge erhielt er auf der gleichen Flugbasis das Kommando über den 618th Tanker Airlift Control Center, das er bis zum Juli 2010 innehatte. Im August 2010 übernahm Mark Solo als Nachfolger von Gregory A. Feest auf der Randolph Air Force Base in Texas das Kommando über die 19. Luftflotte. Dieses Amt bekleidete er bis zum 13. Juli 2012 als diese Luftflotte vorübergehend aufgelöst wurde. Anschließend schied er aus dem aktiven Militärdienst aus.
Während seiner aktiven Zeit als Militärpilot absolvierte er über 5500 Flugstunden auf verschiedenen Flugzeugtypen.

## Daten der Beförderungen
| Abzeichen | Rang               | Jahr              |
| --------- | ------------------ | ----------------- |
|           | Second Lieutenant  | 10. Juni 1978     |
|           | First Lieutenant   | 10. Dezember 1980 |
|           | Captain            | 10. Dezember 1982 |
|           | Major              | 1. Dezember 1988  |
|           | Lieutenant Colonel | 1. März 1994      |
|           | Colonel            | 1. September 1998 |
|           | Brigadier General  | 1. September 2005 |
|           | Major General      | 21. November 2008 |

## Orden und Auszeichnungen
Mark Solo erhielt im Lauf seiner militärischen Laufbahn unter anderem folgende Auszeichnungen:
- Air Force Distinguished Service Medal
- Defense Superior Service Medal
- Legion of Merit
- Meritorious Service Medal
- Air Medal
- Aerial Achievement Medal
- Army Commendation Medal